# Odeion van Lugdunum
Het Odeion van Lugdunum is een 2e-eeuws odeion dat gebouwd werd in de toenmalige Romeinse kolonie Lugdunum. Lugdunum lag op de plek van het tegenwoordige Lyon in Frankrijk; een odeion was in de oudheid een gebouw dat voor zang- en muziekvoorstellingen en -wedstrijden alsook voor voordrachten werd gebruikt. Gewoonlijk was het cirkelvormig en verschilde het van theaters door haar overdekking.
Het Odeion van Lugdunum ligt tegen de helling van de heuvel Fourvière aan, dicht bij de top. Het ligt net naast het Antiek theater van Lugdunum, waarmee het archeologisch gezien een opmerkelijk koppel vormt die uniek is voor Gallië. Alleen Vienne beschikt ook over zowel een theater als een odeion.
Het odeion is gebouwd in de 2e eeuw. Net als het antieke theater, is bij de bouw van de treden van het odeion ook de glooiing van de Fourvière benut. Het odeion heeft een capaciteit van 3000 plaatsen en heeft een diameter van 73 meter en is daarmee kleiner dan het theater dat voorzag in 10000 plaatsen. Hiermee voldoet het ook aan de classificatie die voor odeions geldt: overdekt en voorbehouden aan voordrachten en  muziekspektakels wat minder populair was dan de voorstellingen die in de theaters werden opgevoerd. Het kon eveneens gebruikt worden als vergaderruimte voor de notabelen in de stad.
De restauratie in begonnen in 1941 en duurde rond de dertig jaar. Tegenwoordig biedt het elke zomer plaats aan het muziekfestival Nuits de Fourvière.
In de heuvel Fourvière gegraven, ligt het Gallo-Romeins museum van Fourvière. Het ligt in de buurt van het theater en odeion. Het museum heeft onder meer een verzameling gegraveerde stenen, beelden, sieraden en gebruiksvoorwerpen uit het begin van onze jaartelling. Ook is er een maquette die een reconstructie toont van de twee belangrijkste antieke monumenten op de heuvel. Het museum telt ook objecten die voor de bezetting van de Romeinen zijn gemaakt, daarmee voor onze jaartelling, en stammen uit de Keltische periode. Het museum toont regelmatig tijdelijke exposities.

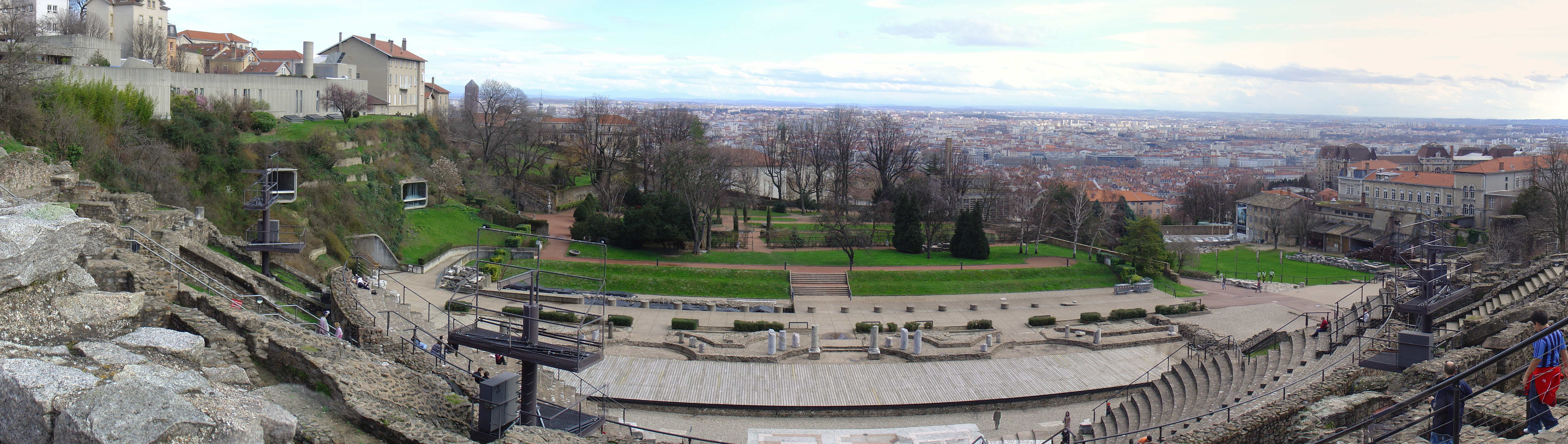
Links in de wal zijn twee vensters van het Gallisch-Romeins museum te zien.